# 小出深冬
小出 深冬（こいで みふゆ、1995年12月21日 - ）は、日本の女子ラグビーユニオン選手。ARUKAS QUEEN KUMAGAYAに所属する。

## プロフィール
- 神奈川県出身。
- 身長 165cm、体重 58kg
- ポジションはスタンドオフ(SO)、センター(CTB)[2]。
- 弟の惇矢もラグビー選手[3]。

## 来歴
本格的に中学校からラグビーを始めた。
2014年、横浜市立金沢高校卒業後、東京学芸大学に入る。また同年にはアジア大会の7人制女子日本代表に選出され、銀メダル獲得に貢献。
2016年、リオデジャネイロオリンピックの7人制女子日本代表に選ばれた。
2021年、東京五輪の7人制女子日本代表内定選手に選ばれた。
2022年、ラグビーワールドカップセブンズ2022の7人制女子日本代表に選ばれた。